# Schlacht bei Marengo
Ostrach – Feldkirch – Stockach I – Verona – Magnano – Cassano d’Adda – Bassignana – Paradies – Frauenfeld – Winterthur – Zürich I – Trebbia – Mantua – Novi – Döttingen - Vlieter – Bergen – Gotthard – Dietikon – Zürich II – Schänis – Muotatal – Näfels – Egmont – Castricum - Genola – Wiesloch – Genua – Rheinklingen – Büsingen – Engen – Stockach II –  Meßkirch – Biberach II – Montebello – Marengo – Höchstädt – Oberhausen – Brión – Hohenlinden – Walserfeld – Pozzolo – Kopenhagen – Algeciras I – Algeciras II
Die Schlacht bei Marengo fand am 14. Juni 1800 im Zweiten Koalitionskrieg bei Marengo, einem Dorf in der heutigen italienischen Provinz Alessandria, statt und brachte Napoleon den entscheidenden Sieg über die Österreicher.

## Geschichtlicher Hintergrund

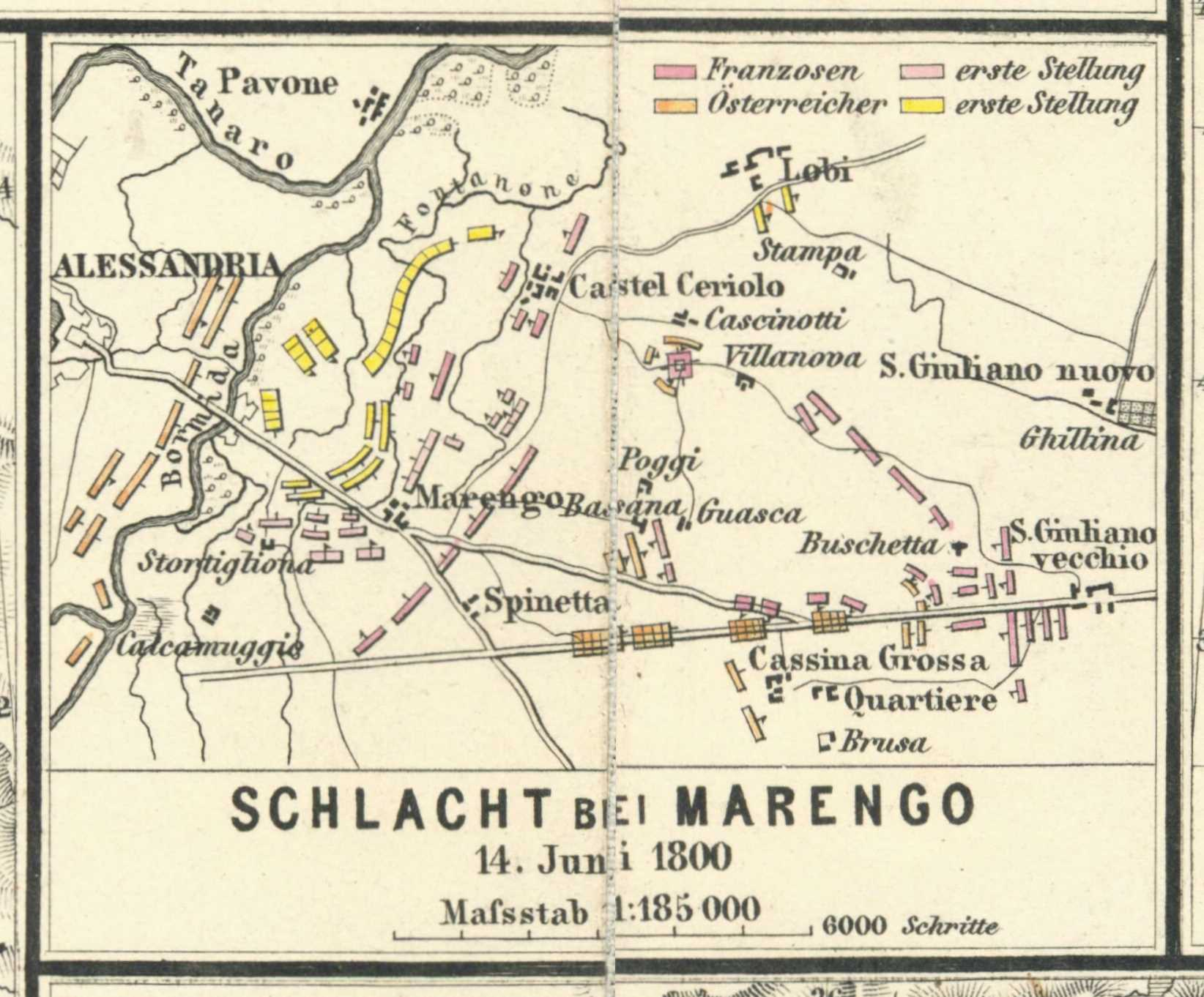
Taktische Darstellung der Schlacht bei Marengo (Karte von 1871)

Die sogenannte zweite Koalition von 1798 bis 1801 richtete sich gegen das revolutionäre Frankreich und bestand aus Russland, Großbritannien, Österreich, dem Osmanischen Reich, Portugal, Neapel und dem Kirchenstaat. Österreich und Russland waren unter dem Oberbefehl des russischen Generals Graf Alexander Suworow in Norditalien erfolgreich. Die Koalition besetzte Mailand und löste die Cisalpinische Republik auf. Im Mai 1798 begann Napoléon Bonaparte seinen Feldzug nach Ägypten, um die britische Vormachtstellung im Mittelmeerraum zu brechen. In der Seeschlacht von Abukir am 1. und 2. August 1798 wurde die französische Flotte von den Briten unter Horatio Nelson versenkt. Napoléon kehrte überraschend nach Paris zurück und wurde durch einen Staatsstreich am 9. November 1799 Erster Konsul der Republik. Er bot der Koalition den Abschluss eines Friedensvertrags an, der jedoch abgelehnt wurde. Daraufhin ließ er eine neue Armee von 40.000 Mann aufstellen und begann einen Feldzug gegen Österreich und seine deutschen Verbündeten.

## Feldzug nach Norditalien

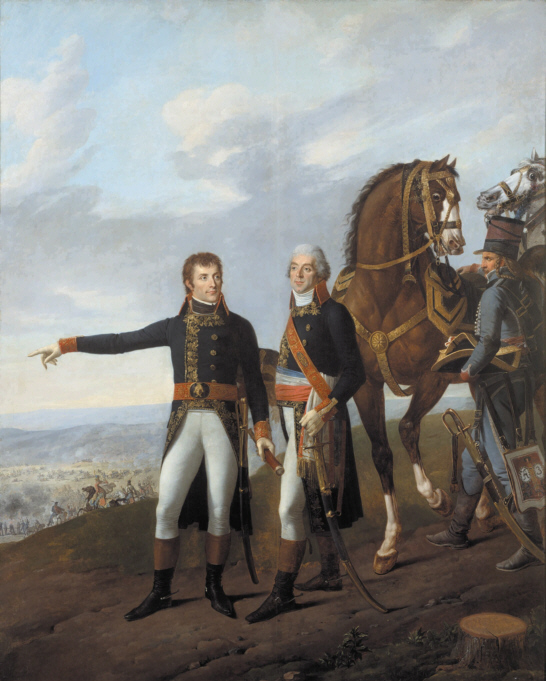
General Bonaparte und sein Stabschef Berthier in der Schlacht von Marengo, Gemälde von Joseph Boze, Robert Lefèvre und Carle Vernet, 1800–1801

Im Mai 1800 überquerte Napoléon mit seiner Armee die Alpen über verschneite Pässe beim Großen St. Bernhard und erreichte Ende Mai die Poebene. General Melas, dem österreichischen Oberkommandierenden, war Napoleons Alpenübergang unbekannt. Er befand sich mit seinen Soldaten am oberen Po, um die Belagerung Genuas zu decken. Die Franzosen hatten sich in der Zwischenzeit nach Osten gewandt, überquerten den Tessin, eroberten Mailand und stellten die Cisalpinische Republik wieder her.
Nach dem Angriff der Österreicher auf Casteggio am 9. Juni, den Lannes mit Erfolg abwies, hatte Napoléon bei Stradella eine feste Stellung bezogen. Als jedoch hier kein Angriff erfolgte, rückte er am 13. Juni in die Ebene des Tanaro bei Alessandria vor, in der Annahme, Melas werde sich nach dem inzwischen eroberten Genua zurückziehen, um sich dort auf der britischen Flotte einzuschiffen. Aus diesem Grund entsandte Napoléon eine Division unter Desaix nach Novi Ligure an der Straße nach Genua, um dort die Lage zu erkunden, während zwei Divisionen unter Claude-Victor Perrin gen. Victor das Dorf Marengo besetzten. Eine Division unter Jean Lannes blieb in der offenen Ebene zwischen Marengo und Castel Ceriolo stehen und Napoléon selbst zog sich mit einer Division nach Torre di Garofoli zurück.

## Schlachtverlauf
Melas, der in Alessandria selbst stand, hatte sich inzwischen entschlossen, durch die feindliche Armee nach Piacenza durchzubrechen, und begann am 14. Juni bei Tagesanbruch den Fluss Bormida auf drei Brücken zu überschreiten. Um 9 Uhr griffen die Österreicher die Franzosen, die in ihrer Zersplitterung auf eine Schlacht nicht vorbereitet waren, in Marengo an. Feldmarschallleutnant Hadik, Führer der ersten Hauptkolonne des Zentrums (6 Bataillone und 9 Eskadronen), wurde beim Angriff über den Fontanone-Bach tödlich verwundet.
Die Franzosen schlugen, geschützt durch einen tiefen, sumpfigen Graben, zweimal die Angriffe der Österreicher zurück. Gegen Mittag gelang es den Österreichern im dritten Anlauf, Marengo zu erstürmen und die Franzosen zum Rückzug zu zwingen. Erst jetzt erschien Napoléon mit der Division Monnier und der Konsulargarde und verstärkte damit die Flügel. Das Zentrum der Franzosen war jedoch vollständig durchbrochen worden, und Napoléons Truppen zogen sich zunächst langsam zurück.
Der einundsiebzigjährige Melas war von seinem Sieg überzeugt und zog sich, durch die Strapazen und eine leichte Wunde erschöpft, nach Alessandria zurück, um seinen Erfolg zu verkünden. Er überließ seinem Generalstabschef, General Zach, die Verfolgung des Feindes. Um drei Uhr nachmittags erschien plötzlich Desaix auf dem Schlachtfeld, der auf seinem Marsch nach Novi von Napoleon zum Schlachtfeld nach Marengo beordert worden war. Ohne zu zögern, griff er mit seinen 5.000 Mann die Österreicher an, während Marmont die Geschütze auf die vorderste Kolonne des von Zach befehligten Feindes richten ließ.
Desaix wurde durch eine Kugel tödlich getroffen und starb noch auf dem Schlachtfeld. Die Österreicher versuchten erneut vorzudringen, aber Kellermann durchbrach mit seinen Dragonern die feindliche Flanke und konnte Zach und 2.000 Mann abschneiden, die sich daraufhin ergaben. Zu diesem Zeitpunkt wendete sich der Schlachtverlauf endgültig. Die Franzosen sammelten ihre Kräfte und konnten einen erneuten Angriff vortragen, dem die Österreicher nicht standhielten und zurückwichen. Ihre Reiterei ergriff offen die Flucht und riss auch das Fußvolk mit sich fort, so dass schließlich völlige Panik ausbrach und sich die Truppen der Österreicher in wirrer Unordnung über den Bormida zu retten versuchten. Fast die gesamte österreichische Artillerie fiel in die Hände der Franzosen. Außerdem verloren die Österreicher 6.400 Mann an Toten und Verwundeten, und rund 3.000 Soldaten gerieten in Gefangenschaft.
Die Franzosen hatten etwa 7.000 Tote und Verwundete zu beklagen. Neben Desaix fiel auch der Brigadegeneral Champeaux.

## Die Folgen
Der Sieg in der Schlacht von Marengo brachte Oberitalien wieder unter französische Kontrolle. In der Zwischenzeit waren französische Truppen unter General Jean-Victor Moreau über den Rhein nach Süddeutschland vorgedrungen und hatten München besetzt. In der Schlacht bei Hohenlinden am 3. Dezember 1800 hatte Moreau die letzte österreichische Armee unter Erzherzog Johann besiegt und marschierte in Österreich ein. Die Franzosen bedrohten Linz, und Österreich stimmte schließlich einem Friedensvertrag zu. Am 9. Februar 1801 bestätigte Kaiser Franz II. von Österreich im Frieden von Lunéville die Abtretung des linken Rheinufers an Frankreich. Weiterhin erkannte er die Existenz der Batavischen, Helvetischen, Cisalpinischen und Ligurischen Republik sowie das neue Königreich Etrurien an. Es folgten Friedensschlüsse Frankreichs mit Neapel, Portugal, Russland und dem Osmanischen Reich. Am 27. März 1802 kam es schließlich zum Frieden von Amiens mit Großbritannien.

## Diverses
Die Schlacht bei Maréngo bildet den historischen Hintergrund von Victorien Sardous Drama La Tosca und der darauf basierenden Oper Tosca von Giacomo Puccini.
Nach der Schlacht von Marengo musste auch gespeist werden. Da der gesamte Verpflegungstross der Franzosen verlorengegangen war, musste Napoléons Küchenchef Dunant improvisieren und schickte Soldaten los, um etwas Essbares herbeizuschaffen. So brachte ein ausgesandter Soldat ein Huhn, der nächste einige Tomaten, der dritte ein paar Eier und ein vierter zwei Krebse: die Zutaten für Dunants Huhn Marengo.
Zur Verherrlichung des Sieges bei Marengo komponierte der Franzose Bernard Viguerie die seinerzeit sehr beliebte Programmmusik Bataille de Maringo (Pièce Militaire et Historique pour le Forte Piano avec accompagnement de violon et basse), mit gesprochenen Zwischentiteln zum Ablauf der Schlacht. Mehrfach sollte der Pianist dabei plötzlich seinen gestreckten Unterarm der Länge nach auf die Tasten werfen, um sie alle zusammen zum Anschlag zu bringen und so den Kanonendonner zu imitieren.